# 卢皮亚
卢皮亚（法語：Loupia，法語發音：[lupja] ⓘ）是法国奥德省的一个市镇，属于利穆区。

## 地理
卢皮亚（43°3'43"N, 2°6'43"E）面积4.46 平方千米，位于法国奧克西塔尼大區奥德省，该省份为法国南部沿海省份，北起塔恩省，西北接上加龙省，西接阿列日省，南至东比利牛斯省，东临地中海，东北与埃罗省接壤。
与卢皮亚接壤的市镇（或旧市镇、城区）包括：阿雅克、阿莱涅、多纳扎克、马尔拉斯、波利涅、维勒隆格多德。

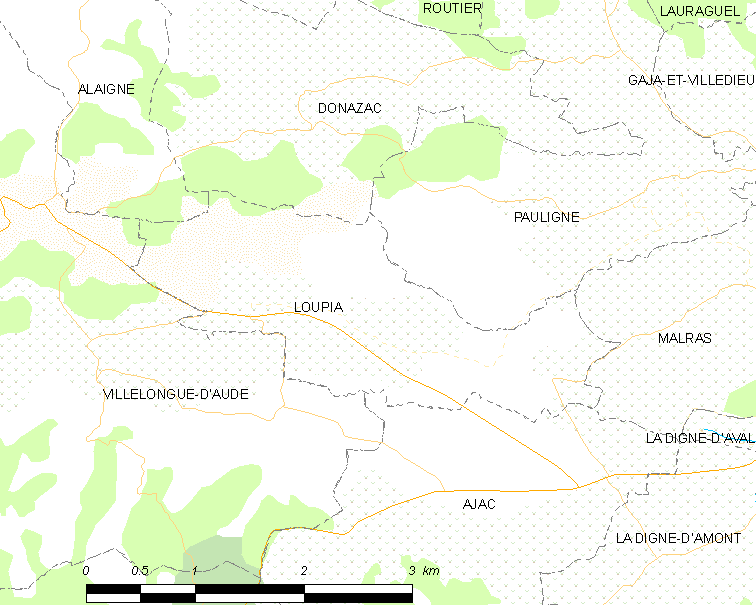
卢皮亚的OSM定位图

卢皮亚的时区为UTC+01:00、UTC+02:00（夏令时）。

## 行政
卢皮亚的邮政编码为11300，INSEE市镇编码为11207。

## 政治
卢皮亚所属的省级选区为利穆地区县。

## 人口

1962-2008年间卢皮亚人口变化图示

卢皮亚于2022年1月1日时的人口数量为253人。